# Josef Kern (Kunsthistoriker)
Josef Kern (* 15. Juni 1951 in Würzburg) ist ein deutscher Kunsthistoriker.

## Leben
Nach dem Abitur am Röntgen-Gymnasium Würzburg studierte Kern Kunstgeschichte, Volkskunde und Archäologie an der Julius-Maximilians-Universität Würzburg. Er promovierte im Jahr 1986 mit einer Arbeit zum Impressionismus im Wilhelminischen Deutschland.
Kern wirkte viele Jahre als Lehrbeauftragter an den Universitäten Würzburg und Regensburg sowie an der Fachhochschule Würzburg-Schweinfurt. Seit 2003 ist er Honorarprofessor.
Kern veröffentlichte Bücher und Aufsätze überwiegend zu Themen der Kunst und Kultur des 19. und 20. Jahrhunderts. Außerdem ist er Präsident des „Presseclubs Mainfranken“. Besonderer Beliebtheit erfreuen sich seine Vorlesungen im Rahmen des Seniorenstudiums an der Würzburger Universität.